# Efecto ideomotor
El efecto ideomotor es un fenómeno psicológico en el que un sujeto realiza movimientos inconscientemente, de manera automática, desencadenados por un estímulo particular en la zona respectiva, que debe sobrepasar cierto umbral, de lo que se deduce que no depende de la especificación de un objeto para producirse (reflejos), similar a la pilo-erección frente a cambios térmicos. Erróneamente se los atribuye a alguna fuerza paranormal o sobrenatural. Este efecto se puede atribuir a fenómenos supuestamente inexplicados como la kinesiología aplicada, la psicografía, la radiestesia, la llamada «comunicación facilitada» y la ouija. El autoengaño que genera es extremadamente poderoso, al punto de que muchos sujetos no pueden ser convencidos de que los desplazamientos se originan exclusivamente en sus mentes.
El término fue usado por primera vez, según la mayoría de las versiones, por William Carpenter alrededor de 1852 para explicar su teoría de que los movimientos musculares pueden ser independientes de los deseos y emociones conscientes. Todas las pruebas científicas posteriores, diseñadas y conducidas por William James, Michel Chevreul, Ray Hyman y Michael Faraday, demostraron que algunos fenómenos atribuidos a fuerzas paranormales se deben en realidad al efecto ideomotor.